# 薛飛
薛 飛（せつ ひ）は、中華人民共和国のニュースキャスター。現職は中華女子学院の教授。

## 略歴
1982年に北京広播学院（現在の中国伝媒大学）播音（ラジオ）学を卒業。後に中国中央電視台に入社し、メインニュース番組『新聞聯播』のアナウンサーに抜擢された。
1989年6月4日の天安門事件では、同じく『新聞聯播』のアナウンサーである杜憲と共に、喪服をイメージさせる服装での放送に臨んだ。訃報を伝えるような速度でニュース原稿を読み、抗議を表したと噂される。1992年6月、薛飛は中央電視台を退社した。同年、ハンガリーに転居した。
2001年、中国に帰国した。現在は中華女子学院の教授を務めている。